# Sabine Ziegler
Sabine Rosemarie Ziegler (* 26. Oktober 1965 in Basel; heimatberechtigt in Winterthur) ist eine schweizerische Umweltwissenschaftlerin und kantonale Politikerin (SP). 

## Leben und politische Tätigkeit
Ziegler wuchs in Holland, USA, Saudi-Arabien, England und Indien/Nepal als Tochter eines Erdöl-Geologen auf. Sie begann ein Studium der Ethnologie an der Universität Zürich und schloss mit einem Master in Umweltnaturwissenschaften an der ETH Zürich ab.
Sie arbeitete zunächst als Leiterin Policy & Research bei Mobility CarSharing Schweiz. Von 1995 bis 1998 war sie als Co-Präsidentin für die Genossenschaftspolitik der Bau- und Wohngenossenschaft KraftWerk1 in Zürich verantwortlich. 
Von 2005 bis 2008 leitete Ziegler Peace Brigade International (PBI Schweiz). Von 1996 bis 1999 sass sie für die Sozialdemokratische Partei der Stadt Zürich (SP) im Parlament der Stadt Zürich. Sie war Mitglied der Stadtentwicklungskommission. Von 1999 bis 2014 war sie Mitglied der SP-Fraktion des Kantonsrats. Von 2007 bis 2011 war sie Präsidentin der Kommission für Energie, Verkehr und Umwelt (KEVU) des Kantonsrats. Später wurde sie Mitglied der Kommission Planung und Bau (KPB).
Sie ist Verwaltungsrätin der Elektrizitätswerke des Kantons Zürich (EKZ) und Baurichterin des Baurekursgerichts Abteilung 2 des Kantons Zürich. Beruflich kuratiert Ziegler Ausstellungen und entwirft Kommunikationmittel in Sachen Umwelt, Bau und Energie. Die Wanderausstellung Think Earth! zu zeitgenössischem Lehmbau und Mattiere Grise zur Wiederverwendung von Baumaterialien wurden von 2016 bis 2018 in den Städten Lausanne, Genf, Estavayer le Lac, Bern, Zürich und Basel gezeigt. Ziegler entwickelt und unterrichtete am MAS-Lehrgang Friedensforschung, führt einen politischen Blog und leitete Kampagnen. 
Seit 2014 hat sie Einsitz in der Geschäftsleitung der SP Kanton Zürich.